# Левина (Ёгвинское сельское поселение)
Левина — деревня в Кудымкарском районе Пермского края. Входит в состав Егвинского сельского поселения. Располагается на берегу реки Егва севернее от города Кудымкара. Расстояние до районного центра составляет 10 км. По данным Всероссийской переписи населения 2010 года, в деревне проживало 107 человек (57 мужчин и 50 женщин).

## История
По данным на 1 июля 1963 года, в деревне проживал 251 человек. Населённый пункт входил в состав Алековского сельсовета.